# Internationales Filmfestival Karlovy Vary 1997
Das 32. Internationale Filmfestival Karlovy Vary fand vom 4. bis 12. Juli 1997 in Tschechien statt. Insgesamt präsentierte das Filmfestival 297 Filme aus 46 Ländern in diversen Kategorien, die von über 100.000 Besuchern gesehen wurden.
Im Wettbewerb um den Hauptpreis, dem Kristallglobus, standen mehrere Filmbeiträge, die von einer internationalen Jury unter dem Vorsitz von Robert Wise (USA), vergeben wurden. Weitere Jurymitglieder waren: Mariano Barroso (Spanien), Ellen Burstyn (USA), André Delvaux (Belgien), Nana Dschordschadse (Georgien), Pavel Kohout (Tschechien), Milan Lasica (Slowakei), Miroslav Ondříček (Tschechien) und Aruna Vasudev (Indien).

## Preisträger
- Grand Prix (Kristallglobus): Mein Leben in Rosarot (Ma Vie en Rose, Belgien/Frankreich/UK) – Regie: Alain Berliner

- Spezialpreis: La buena vida (Spanien) – Regie: David Trueba
- Beste Regie: Sex, Lügen und Intrigen (Portraits chinois) von Martine Dugowson
- Beste Schauspielerin: Lena Endre in Juloratoriet
- Bester Schauspieler: Bolek Polívka in Das vergessene Licht (Zapomenuté světlo)
- Publikumspreis: Das vergessene Licht (Zapomenuté světlo) von Vladimír Michálek
- Publikumspreis: Private Parts – Dirty Radio von Betty Thomas
- Lobende Erwähnung: Desadanam von Jayaraaj

- Spezialpreis für das künstlerische Gesamtwerk: Miloš Forman
- FIPRESCI-Preis der Internationalen Filmkritik: Devil’s Island – Die Teufelsinsel von Fridrik Thor Fridriksson
- Preis der Internationalen Filmclubs FICC/IFFS: Devil’s Island – Die Teufelsinsel von Fridrik Thor Fridriksson
- Lobende Erwähnung: Mittwoch (Среда, Russland) – Regie: Wiktor Kossakowski

- Ökumenischer Preis: Das vergessene Licht von Vladimir Michalek
- Spezialpreis: Jugofilm von Goran Rebic und Das vergessene Licht (Zapomenuté světlo) von Vladimír Michálek